# Honda Yasutoshi
Honda Yasutoshi (本多康俊?   1570 - 1622) fue un samurái del período Azuchi-Momoyama a inicios del periodo Edo en la historia de Japón.
Yasutoshi fue hijo de Honda Tadatsugu y fungió como el encargado del Castillo Okazaki. Participó durante la batalla de Sekigahara al servicio de Tokugawa Ieyasu, por lo que posterior a su victoria se le concedió el feudo de Nishio y en 1607 el de Zeze, convirtiéndose en daimyō. Participó también durante la «campaña de invierno» del asedio de Osaka. 
Yasutoshi falleció en 1622.